# ジョン・ボルドウィン
ジョン・ボルドウィン・ジュニア（英語: John Baldwin, Jr., 1973年10月18日 - ）は、アメリカ合衆国・テキサス州ダラス出身の男性フィギュアスケート選手。2006年トリノオリンピックペアアメリカ代表。1990年世界ジュニアフィギュアスケート選手権男子シングル銅メダリスト。後に妻となる井上怜奈とペアを組み2004年・2006年全米選手権、2006年四大陸選手権優勝。

## 経歴
テキサス州ダラスで生まれ、2歳のころからスケートを始めた。
当初は男子シングル選手として活動し、1986-1987シーズンの全米選手権ノービスクラスで優勝して頭角を現す。1989-1990シーズンの世界ジュニアフィギュアスケート選手権男子シングルで銅メダルを獲得、翌1990-1991シーズンの全米選手権ジュニアクラスを制した。同シーズンからトリスタン・コーレルと組みペアも掛け持ちし、1991-1992シーズンの世界ジュニアフィギュアスケート選手権ではペアで9位となったが、ほどなくペアを解消し、1999-2000シーズンまで男子シングルの選手として活動。
2000-2001シーズンより日本から移籍した井上怜奈とペアを組む。翌シーズンには四大陸フィギュアスケート選手権に出場し、2002-2003シーズンからISUグランプリシリーズに参戦。翌2004年全米選手権で優勝を果たした。2005-2006シーズン、全米選手権で2度目の優勝を果たし、続く2006年四大陸フィギュアスケート選手権も制した。初出場の2006年トリノオリンピックでは総合7位に終わった。
2007年3月の世界選手権の後にいったんアマチュア引退を発表したものの翌シーズン開始後に撤回、2008年全米選手権に出場する。競技ではショートプログラムとフリースケーティングともに2位、総合でも2位となったが、フリースケーティングの演技終了後、ボルドウィンはパートナーの井上怜奈に氷上でプロポーズをしたことが話題となった。
2010年1月、全米選手権で3位となりバンクーバーオリンピック代表に届かず、競技後井上とともに引退を宣言した。
2011年10月31日に妻・井上怜奈との間に女児が生まれる。現在はフィギュアスケートを辞めて父親と共に自動車販売業を行っている。

## 主な戦績

### ペア
| 大会/年            | 2000-01 | 2001-02 | 2002-03 | 2003-04 | 2004-05 | 2005-06 | 2006-07 | 2007-08 | 2008-09 | 2009-10 |
| ------------------ | ------- | ------- | ------- | ------- | ------- | ------- | ------- | ------- | ------- | ------- |
| 冬季オリンピック   |         |         |         |         |         | 7       |         |         |         |         |
| 世界選手権         |         |         | 10      | 10      | 11      | 4       | 8       | 10      |         |         |
| 四大陸選手権       |         | 7       |         | 4       |         | 1       | 3       | 4       | 7       |         |
| 全米選手権         | 11      | 4       | 3       | 1       | 2       | 1       | 2       | 2       | 3       | 3       |
| GPファイナル       |         |         |         |         | 6       |         | 4       |         |         |         |
| GPNHK杯            |         |         |         | 4       | 4       |         |         |         | 2       | 3       |
| GPエリック杯       |         |         |         |         |         | 4       | 2       |         |         | 4       |
| GPスケートアメリカ |         |         |         |         | 3       | 2       | 1       |         | 5       |         |
| GPスケートカナダ   |         |         |         |         |         |         | 2       |         |         |         |
| GP中国杯           |         |         |         | 5       |         |         |         |         |         |         |
| GPロシア杯         |         |         | 5       |         |         |         |         |         |         |         |
| GPボフロスト杯     |         |         | 5       |         |         |         |         |         |         |         |

#### 詳細
| 2009-2010 シーズン    |                                                      |         |          |          |
| 開催日                | 大会名                                               | SP      | FS       | 結果     |
| 2010年1月14日 - 24日  | 全米フィギュアスケート選手権（スポケーン）           | 4 57.77 | 2 115.41 | 3 173.18 |
| 2009年11月5日 - 8日   | ISUグランプリシリーズ NHK杯（長野）                  | 4 52.52 | 3 106.26 | 3 158.78 |
| 2009年10月15日 - 18日 | ISUグランプリシリーズ エリック・ボンパール杯（パリ） | 5 55.06 | 3 103.30 | 4 158.36 |

| 2008-2009 シーズン    |                                                      |         |          |          |
| 開催日                | 大会名                                               | SP      | FS       | 結果     |
| 2009年2月2日 - 8日    | 2009年四大陸フィギュアスケート選手権（バンクーバー） | 5 56.78 | 7 100.60 | 7 157.38 |
| 2009年1月18日 - 25日  | 全米フィギュアスケート選手権（クリーブランド）       | 3 61.11 | 3 109.97 | 3 171.08 |
| 2008年11月27日 - 30日 | ISUグランプリシリーズ NHK杯（東京）                  | 2 57.60 | 2 103.89 | 2 161.49 |
| 2008年10月23日 - 26日 | ISUグランプリシリーズ スケートアメリカ（エバレット） | 5 50.00 | 5 96.51  | 5 146.51 |

| 2007-2008 シーズン   |                                                  |          |          |           |
| 開催日               | 大会名                                           | SP       | FS       | 結果      |
| 2008年3月17日 - 23日 | 2008年世界フィギュアスケート選手権（ヨーテボリ） | 10 53.83 | 8 103.37 | 10 157.20 |
| 2008年2月11日 - 17日 | 2008年四大陸フィギュアスケート選手権（高陽）     | 3 57.40  | 4 98.60  | 4 156.00  |
| 2008年1月20日 - 27日 | 全米フィギュアスケート選手権（セントポール）     | 2 65.24  | 2 117.93 | 2 183.17  |

| 2006-2007 シーズン    |                                                              |         |          |          |
| 開催日                | 大会名                                                       | SP      | FS       | 結果     |
| 2007年3月19日 - 25日  | 2007年世界フィギュアスケート選手権（東京）                   | 6 59.50 | 8 104.47 | 8 163.97 |
| 2007年2月5日 - 11日   | 2007年四大陸フィギュアスケート選手権（コロラドスプリングス） | 3 61.73 | 3 113.75 | 3 175.48 |
| 2007年1月21日 - 28日  | 全米フィギュアスケート選手権（スポケーン）                   | 1 62.73 | 2 115.42 | 2 178.15 |
| 2006年12月14日 - 17日 | 2006/2007 ISUグランプリファイナル（サンクトペテルブルク）    | 3 59.18 | 5 107.65 | 4 166.83 |
| 2006年11月16日 - 19日 | ISUグランプリシリーズ エリック・ボンパール杯（パリ）         | 2 57.44 | 2 107.29 | 2 164.73 |
| 2006年11月2日 - 5日   | ISUグランプリシリーズ スケートカナダ（ビクトリア）           | 3 55.20 | 2 111.12 | 2 166.32 |
| 2006年10月26日 - 29日 | ISUグランプリシリーズ スケートアメリカ（ハートフォード）     | 1 59.28 | 2 110.62 | 1 169.90 |

| 2005-2006 シーズン    |                                                                  |         |          |          |
| 開催日                | 大会名                                                           | SP      | FS       | 結果     |
| 2006年3月20日 - 26日  | 2006年世界フィギュアスケート選手権（カルガリー）                 | 6 60.90 | 3 122.27 | 4 183.17 |
| 2006年2月10日 - 26日  | トリノオリンピック（トリノ）                                     | 6 61.27 | 7 113.74 | 7 175.01 |
| 2006年1月23日 - 29日  | 2006年四大陸フィギュアスケート選手権（コロラドスプリングス）     | 1 57.51 | 1 111.38 | 1 168.89 |
| 2006年1月7日 - 15日   | 全米フィギュアスケート選手権（セントルイス）                     | 4 55.48 | 1 125.57 | 1 181.05 |
| 2005年11月17日 - 20日 | ISUグランプリシリーズ エリック・ボンパール杯（パリ）             | 4 53.46 | 4 110.20 | 4 163.66 |
| 2005年10月20日 - 23日 | ISUグランプリシリーズ スケートアメリカ（アトランティックシティ） | 3 54.84 | 2 109.60 | 2 164.44 |

| 2004-2005 シーズン    |                                                        |          |           |           |
| 開催日                | 大会名                                                 | SP       | FS        | 結果      |
| 2005年3月14日 - 20日  | 2005年世界フィギュアスケート選手権（モスクワ）         | 12 54.98 | 10 100.66 | 11 155.64 |
| 2005年1月9日 - 16日   | 全米フィギュアスケート選手権（ポートランド）           | 2        | 2         | 2         |
| 2004年12月16日 - 19日 | 2004/2005 ISUグランプリファイナル（北京）              | 6 52.42  | 6 103.30  | 6 155.72  |
| 2004年11月4日 - 7日   | ISUグランプリシリーズ NHK杯（名古屋）                  | 4 53.86  | 4 101.34  | 4 155.20  |
| 2004年10月21日 - 24日 | ISUグランプリシリーズ スケートアメリカ（ピッツバーグ） | 4 56.52  | 3 101.58  | 3 158.10  |

| 2003-2004 シーズン    |                                                    |         |          |          |
| 開催日                | 大会名                                             | SP      | FS       | 結果     |
| 2004年3月22日 - 28日  | 2004年世界フィギュアスケート選手権（ドルトムント） | 9       | 10       | 10       |
| 2004年2月19日 - 25日  | 2004年四大陸フィギュアスケート選手権（ハミルトン） | 4       | 4        | 4        |
| 2004年1月3日 - 11日   | 全米フィギュアスケート選手権（アトランタ）         | 2       | 1        | 1        |
| 2003年11月27日 - 30日 | ISUグランプリシリーズ NHK杯（旭川）                | 3 57.28 | 4 101.60 | 4 158.88 |
| 2003年11月6日 - 9日   | ISUグランプリシリーズ 中国杯（北京）               | 5 50.10 | 5 97.74  | 5 147.84 |

| 2002-2003 シーズン    |                                                          |    |    |      |
| 開催日                | 大会名                                                   | SP | FS | 結果 |
| 2003年3月24日 - 30日  | 2003年世界フィギュアスケート選手権（ワシントンD.C.）     | 11 | 10 | 10   |
| 2003年2月10日 - 16日  | 2003年四大陸フィギュアスケート選手権（北京）             | 9  | -  | 棄権 |
| 2003年1月12日 - 19日  | 全米フィギュアスケート選手権（ダラス）                   | 5  | 3  | 3    |
| 2002年11月22日 - 24日 | ISUグランプリシリーズ ロシア杯（モスクワ）               | 4  | 5  | 5    |
| 2002年11月8日 - 10日  | ISUグランプリシリーズ ボフロスト杯（ゲルゼンキルヒェン） | 6  | 5  | 5    |

| 2001-2002 シーズン   |                                              |    |    |      |
| 開催日               | 大会名                                       | SP | FS | 結果 |
| 2002年1月21日 - 27日 | 2002年四大陸フィギュアスケート選手権（全州） | 6  | 7  | 7    |
| 2002年1月6日 - 13日  | 全米フィギュアスケート選手権（ロサンゼルス） | 5  | 4  | 4    |

| 2000-2001 シーズン   |                                          |    |    |      |
| 開催日               | 大会名                                   | SP | FS | 結果 |
| 2001年1月14日 - 21日 | 全米フィギュアスケート選手権（ボストン） | 13 | 12 | 11   |

### 男子シングル
| 大会/年       | 1989-90 | 1993-94 | 1994-95 | 1995-96 | 1996-97 | 1997-98 | 1998-99 | 1999-00 |
| ------------- | ------- | ------- | ------- | ------- | ------- | ------- | ------- | ------- |
| 全米選手権    |         | 13      | 9       | 11      | 13      | 12      | 13      | 15      |
| 世界Jr.選手権 | 3       |         |         |         |         |         |         |         |

#### 詳細
| 1997-2000 シーズン |                                                    |    |    |      |
| 開催日             | 大会名                                             | SP | FS | 結果 |
| 2000年1月6日-13日  | 全米フィギュアスケート選手権（クリーブランド）     | 14 | 13 | 15   |
| 1999年1月7日-14日  | 全米フィギュアスケート選手権（ソルトレイクシティ） | 13 | 12 | 13   |
| 1998年1月4日-11日  | 全米フィギュアスケート選手権（フィラデルフィア）   | 8  | 13 | 12   |

## プログラム使用曲
| シーズン  | SP | FS                                                                                                 |
| --------- | --- | -------------------------------------------------------------------------------------------------- |
| 2009-2010 | タンゴ・デ・ロス・エクシラドス 作曲：ウォルター・タイエブ 演奏：ヴァネッサ・メイ                        | ピアノ協奏曲第1番 作曲：ピョートル・チャイコフスキー                                               |
| 2008-2009 | イルミネーション 曲：シークレット・ガーデン                                                             | ポンペイ 曲：E.S.ポスチュマス                                                                      |
| 2007-2008 | Overture アルバム『Beethoven's Last Night』より 曲：トランスサイベリアンオーケストラ                    | ポンペイ 曲：E.S.ポスチュマス                                                                      |
| 2006-2007 | The Soul of Spain                                                                                       | ジャコモ・プッチーニセレクション                                                                   |
| 2005-2006 | アルビノーニのアダージョ 作曲：レモ・ジャゾット                                                         | ドミートリイ・ショスタコーヴィチセレクション                                                       |
| 2004-2005 | 火の鳥 作曲：イーゴリ・ストラヴィンスキー 演奏：Salsoul                                                 | トランスサイベリアンオーケストラセレクション                                                       |
| 2003-2004 | Murder at the Cotton Club by Erik Ekstrand Ensemble                                                     | Wonders of the New World 作曲：エルトン・ジョン 映画『パール・ハーバー』より 作曲：ハンス・ジマー  |
| 2002-2003 | トランペットと管弦楽のためのカルメン幻想曲 演奏：ドク・セバリンセン、ロンドン・フィルハーモニー管弦楽団 | 映画『未来世紀ブラジル』より 作曲：マイケル・ケイメン 演奏：ナショナル・フィルハーモニック管弦楽団 |
| 2001-2002 | Millenium                                                                                               | 映画『未来世紀ブラジル』より 作曲：マイケル・ケイメン 演奏：ナショナル・フィルハーモニック管弦楽団 |